# Grand Prix cycliste de Saguenay
Pour les articles homonymes, voir Coupe des Nations.
Le Grand Prix cycliste de Saguenay  est une course cycliste canadienne organisée depuis 2008. Entre 2008 et 2013, l'épreuve s'appelle Coupe des nations Ville Saguenay et elle accueille une manche de l'UCI Coupe des Nations U23 et met aux prises uniquement des coureurs espoirs (moins de 23 ans). En 2014, l'organisation de la course prend la décision d'ouvrir l'épreuve aux coureurs et équipes professionnels en la faisant passer en catégorie 2.2. L'épreuve se renomme Grand Prix cycliste de Saguenay,.
Faute de financement, l'épreuve cesse d'être organisée à partir de 2020.

## Palmarès
| Année                            | Vainqueur               | Deuxième           | Troisième        |
| -------------------------------- | ----------------------- | ------------------ | ---------------- |
| Coupe des Nations Ville Saguenay |                         |                    |                  |
| 2008                             | Thomas Vedel Kvist      | Rui Costa          | Alfredo Balloni  |
| 2009                             | Johan Le Bon            | Nico Keinath       | Sergio Henao     |
| 2010                             | Luka Mezgec             | Camilo Suárez      | Benjamin King    |
| 2011                             | Christopher Juul Jensen | Arman Kamyshev     | Miras Bederbekov |
| 2012                             | Arman Kamyshev          | Julian Alaphilippe | Alexey Lutsenko  |
| 2013                             | Sondre Holst Enger      | Alexis Gougeard    | Diego Ochoa      |
| Grand Prix Cycliste de Saguenay  |                         |                    |                  |
| 2014                             | Jure Kocjan             | Pierrick Naud      | Luis Amarán      |
| 2015                             | Matteo Dal-Cin          | Ryan Roth          | Guillaume Boivin |
| 2016                             | Ryan Roth               | Benjamin Perry     | Mihkel Räim      |
| 2017                             | Steve Fisher            | Guillaume Boivin   | Ulises Castillo  |
| 2019                             | Nickolas Zukowsky       | Matthew Zimmer     | Diego Milán      |

## Victoires par pays
| Victoires | Pays                      |
| --------- | ------------------------- |
| 3         | Canada                    |
| 2         | Danemark Slovénie         |
| 1         | France Kazakhstan Norvège |